# Liste der Kulturdenkmale im Krämpferviertel
Die Liste der Kulturdenkmale im Krämpferviertel enthält die Kulturdenkmale des Stadtteils Krämpferviertel der thüringischen Landeshauptstadt Erfurt, die vom Thüringischen Landesamt für Denkmalpflege und Archäologie als Bau- und Kunstdenkmale auf dem Gebiet der Stadt mit Stand vom 21. April 2024 erfasst wurden.

## Legende
- Bild: zeigt ein Bild des Kulturdenkmals und gegebenenfalls einen Link zu weiteren Fotos des Kulturdenkmals im Medienarchiv Wikimedia Commons
- Bezeichnung: Name, Bezeichnung oder die Art des Kulturdenkmals
- Lage: Wenn vorhanden Straßenname und Hausnummer des Kulturdenkmals; Grundsortierung der Liste erfolgt nach dieser Adresse. Der Link Karte führt zu verschiedenen Kartendarstellungen und nennt die Koordinaten des Kulturdenkmals.
 Kartenansicht, um Koordinaten zu setzen – in dieser Kartenansicht sind Kulturdenkmale ohne Koordinaten mit einem roten bzw. orangen Marker dargestellt und können in der Karte gesetzt werden. Kulturdenkmale ohne Bild sind mit einem blauen bzw. roten Marker gekennzeichnet, Kulturdenkmale mit Bild mit einem grünen bzw. orangen Marker.
- Datierung: gibt das Jahr der Fertigstellung beziehungsweise das Datum der Erstnennung oder den Zeitraum der Errichtung an
- Beschreibung: bauliche und geschichtliche Einzelheiten des Kulturdenkmals, vorzugsweise die Denkmaleigenschaften
- ID: Die ID identifiziert das Kulturdenkmal eindeutig. In Thüringen sind aktuell keine IDs veröffentlicht. In der ID-Spalte kann sich auch folgendes Icon  befinden, dies führt zu Angaben zu diesem Kulturdenkmal bei Wikidata.

## Liste der Kulturdenkmale im Krämpferviertel

### Fleischgasse
| Bild                           | Bezeichnung | Lage                   | Datierung | Beschreibung                                      | ID |
| ------------------------------ | ----------- | ---------------------- | --------- | ------------------------------------------------- | -- |
| weitere Bilder Fotos hochladen |             | Fleischgasse 2 (Karte) |           | Teil des Ensembles Bauliche Gesamtanlage Altstadt |    |

### Franckestraße
| Bild                           | Bezeichnung | Lage                     | Datierung | Beschreibung                                      | ID |
| ------------------------------ | ----------- | ------------------------ | --------- | ------------------------------------------------- | -- |
| weitere Bilder Fotos hochladen |             | Franckestraße 2 (Karte)  |           | Teil des Ensembles Bauliche Gesamtanlage Altstadt |    |
| weitere Bilder Fotos hochladen |             | Franckestraße 4 (Karte)  |           | Teil des Ensembles Bauliche Gesamtanlage Altstadt |    |
| weitere Bilder Fotos hochladen |             | Franckestraße 11 (Karte) |           | Teil des Ensembles Bauliche Gesamtanlage Altstadt |    |
| weitere Bilder Fotos hochladen |             | Franckestraße 12 (Karte) |           | Teil des Ensembles Bauliche Gesamtanlage Altstadt |    |
| weitere Bilder Fotos hochladen |             | Franckestraße 13 (Karte) |           | Teil des Ensembles Bauliche Gesamtanlage Altstadt |    |
| weitere Bilder Fotos hochladen |             | Franckestraße 14 (Karte) |           | Teil des Ensembles Bauliche Gesamtanlage Altstadt |    |

### Hospitalplatz
| Bild                           | Bezeichnung                              | Lage                      | Datierung | Beschreibung            | ID |
| ------------------------------ | ---------------------------------------- | ------------------------- | --------- | ----------------------- | -- |
| weitere Bilder Fotos hochladen | Seniorenheim, ehemaliges Großes Hospital | Hospitalplatz 15 (Karte)  |           | einzelnes Kulturdenkmal |    |
| weitere Bilder Fotos hochladen | Seniorenheim                             | Hospitalplatz 15a (Karte) |           | einzelnes Kulturdenkmal |    |

### Heilige Grabesmühlgasse
| Bild                           | Bezeichnung                                             | Lage                               | Datierung | Beschreibung                                                               | ID |
| ------------------------------ | ------------------------------------------------------- | ---------------------------------- | --------- | -------------------------------------------------------------------------- | -- |
| weitere Bilder Fotos hochladen | Wohn- und Geschäftshaus, sogenannte Heilige Grabesmühle | Heilige Grabesmühlgasse 1 (Karte)  |           | einzelnes Kulturdenkmal; Teil des Ensembles Bauliche Gesamtanlage Altstadt |    |
| BW                             | Mauerreste                                              | Heilige Grabesmühlgasse 1a (Karte) |           | Teil des Ensembles Bauliche Gesamtanlage Altstadt                          |    |
| weitere Bilder Fotos hochladen |                                                         | Heilige Grabesmühlgasse 2 (Karte)  |           | Teil des Ensembles Bauliche Gesamtanlage Altstadt                          |    |
| weitere Bilder Fotos hochladen |                                                         | Heilige Grabesmühlgasse 3 (Karte)  |           | Teil des Ensembles Bauliche Gesamtanlage Altstadt                          |    |
| weitere Bilder Fotos hochladen |                                                         | Heilige Grabesmühlgasse 4 (Karte)  |           | Teil des Ensembles Bauliche Gesamtanlage Altstadt                          |    |
| weitere Bilder Fotos hochladen |                                                         | Heilige Grabesmühlgasse 5 (Karte)  |           | Teil des Ensembles Bauliche Gesamtanlage Altstadt                          |    |
| weitere Bilder Fotos hochladen |                                                         | Heilige Grabesmühlgasse 6 (Karte)  |           | Teil des Ensembles Bauliche Gesamtanlage Altstadt                          |    |
| weitere Bilder Fotos hochladen |                                                         | Heilige Grabesmühlgasse 7 (Karte)  |           | Teil des Ensembles Bauliche Gesamtanlage Altstadt                          |    |

### Juri-Gagarin-Ring
| Bild                           | Bezeichnung                                               | Lage                                                    | Datierung | Beschreibung                                                               | ID |
| ------------------------------ | --------------------------------------------------------- | ------------------------------------------------------- | --------- | -------------------------------------------------------------------------- | -- |
| BW                             |                                                           | Juri-Gagrin-Ring, Flur 126 Flurstück 28 (Karte)         |           | Teil des Ensembles Bauliche Gesamtanlage Altstadt                          |    |
| BW                             |                                                           | Juri-Gagrin-Ring, Flur 129 Flurstück 57 (Karte)         |           | Teil des Ensembles Bauliche Gesamtanlage Altstadt                          |    |
| weitere Bilder Fotos hochladen |                                                           | Juri-Gagarin-Ring 109, Flur 129, Flurstück 57 (Karte)   |           | Teil des Ensembles Bauliche Gesamtanlage Altstadt                          |    |
| weitere Bilder Fotos hochladen |                                                           | Juri-Gagarin-Ring 111 (Karte)                           |           | Teil des Ensembles Bauliche Gesamtanlage Altstadt                          |    |
| weitere Bilder Fotos hochladen | Verwaltungsgebäude                                        | Juri-Gagarin-Ring 114 (Karte)                           |           | Verwaltungsgebäude                                                         |    |
| weitere Bilder Fotos hochladen |                                                           | Juri-Gagarin-Ring 117 (Karte)                           |           | Teil des Ensembles Bauliche Gesamtanlage Altstadt                          |    |
| BW                             |                                                           | Juri-Gagarin-Ring 119 (Karte)                           |           | Teil des Ensembles Bauliche Gesamtanlage Altstadt                          |    |
| weitere Bilder Fotos hochladen | Wohn- und Geschäftshaus                                   | Juri-Gagarin-Ring 124 (Karte)                           |           | Wohn- und Geschäftshaus                                                    |    |
| weitere Bilder Fotos hochladen |                                                           | Juri-Gagarin-Ring 129 (Karte)                           |           | Teil des Ensembles Bauliche Gesamtanlage Altstadt                          |    |
| BW                             |                                                           | Juri-Gagarin-Ring 127 (Karte)                           |           | Baulücke, Teil des Ensembles Bauliche Gesamtanlage Altstadt                |    |
| BW                             |                                                           | Juri-Gagarin-Ring 131 (Karte)                           |           | Teil des Ensembles Bauliche Gesamtanlage Altstadt                          |    |
| weitere Bilder Fotos hochladen |                                                           | Juri-Gagarin-Ring 133 (Karte)                           |           | Teil des Ensembles Bauliche Gesamtanlage Altstadt                          |    |
| weitere Bilder Fotos hochladen |                                                           | Juri-Gagarin-Ring 133a (Karte)                          |           | Teil des Ensembles Bauliche Gesamtanlage Altstadt                          |    |
| BW                             |                                                           | Juri-Gagarin-Ring 133b (Karte)                          |           | Teil des Ensembles Bauliche Gesamtanlage Altstadt                          |    |
| BW                             |                                                           | Juri-Gagarin-Ring 133c (Karte)                          |           | Teil des Ensembles Bauliche Gesamtanlage Altstadt                          |    |
| weitere Bilder Fotos hochladen |                                                           | Juri-Gagarin-Ring 135 (Karte)                           |           | einzelnes Kulturdenkmal; Teil des Ensembles Bauliche Gesamtanlage Altstadt |    |
| weitere Bilder Fotos hochladen |                                                           | Juri-Gagarin-Ring 137 (Karte)                           |           | Teil des Ensembles Bauliche Gesamtanlage Altstadt                          |    |
| BW                             |                                                           | Juri-Gagarin-Ring 137a (Karte)                          |           | Baulücke, Teil des Ensembles Bauliche Gesamtanlage Altstadt                |    |
| BW                             |                                                           | Juri-Gagarin-Ring 137b (Karte)                          |           | Baulücke, Teil des Ensembles Bauliche Gesamtanlage Altstadt                |    |
| BW                             |                                                           | Juri-Gagarin-Ring 137c (Karte)                          |           | Baulücke, Teil des Ensembles Bauliche Gesamtanlage Altstadt                |    |
| weitere Bilder Fotos hochladen |                                                           | Juri-Gagarin-Ring 139 (Karte)                           |           | Teil des Ensembles Bauliche Gesamtanlage Altstadt                          |    |
| weitere Bilder Fotos hochladen | Ehemaliges Großes Hospital, jetzt Seniorenheim            | Juri-Gagarin-Ring 140, Flur 127, Flurstück 15/5 (Karte) |           | einzelnes Kulturdenkmal; Teil des Ensembles Bauliche Gesamtanlage Altstadt |    |
| weitere Bilder Fotos hochladen | Ehemalige Hospitalkirche zum Heiligen Geist, jetzt Museum | Juri-Gagarin-Ring 140, Flur 127, Flurstück 15/4 (Karte) |           | einzelnes Kulturdenkmal; Teil des Ensembles Bauliche Gesamtanlage Altstadt |    |
| weitere Bilder Fotos hochladen | Ehemaliges Hospital zum Heiligen Geist, jetzt Museum      | Juri-Gagarin-Ring 140, Flurstück 15/4 (Karte)           |           | einzelnes Kulturdenkmal; Teil des Ensembles Bauliche Gesamtanlage Altstadt |    |
| weitere Bilder Fotos hochladen |                                                           | Juri-Gagarin-Ring 141 (Karte)                           |           | Teil des Ensembles Bauliche Gesamtanlage Altstadt                          |    |
| weitere Bilder Fotos hochladen |                                                           | Juri-Gagarin-Ring 143 (Karte)                           |           | Teil des Ensembles Bauliche Gesamtanlage Altstadt                          |    |
| weitere Bilder Fotos hochladen |                                                           | Juri-Gagarin-Ring 145 (Karte)                           |           | Teil des Ensembles Bauliche Gesamtanlage Altstadt                          |    |
| weitere Bilder Fotos hochladen |                                                           | Juri-Gagarin-Ring 147 (Karte)                           |           | Teil des Ensembles Bauliche Gesamtanlage Altstadt                          |    |
| weitere Bilder Fotos hochladen |                                                           | Juri-Gagarin-Ring 149 (Karte)                           |           | Teil des Ensembles Bauliche Gesamtanlage Altstadt                          |    |
| weitere Bilder Fotos hochladen | Verwaltungsgebäude                                        | Juri-Gagarin-Ring 150 (Karte)                           |           | einzelnes Kulturdenkmal; Teil des Ensembles Bauliche Gesamtanlage Altstadt |    |
| weitere Bilder Fotos hochladen |                                                           | Juri-Gagarin-Ring 153 (Karte)                           |           | Teil des Ensembles Bauliche Gesamtanlage Altstadt                          |    |
| weitere Bilder Fotos hochladen |                                                           | Juri-Gagarin-Ring 155 (Karte)                           |           | Teil des Ensembles Bauliche Gesamtanlage Altstadt                          |    |
| weitere Bilder Fotos hochladen |                                                           | Juri-Gagarin-Ring 157 (Karte)                           |           | Teil des Ensembles Bauliche Gesamtanlage Altstadt                          |    |

### Krämpferstraße
| Bild                           | Bezeichnung       | Lage                     | Datierung | Beschreibung                                      | ID |
| ------------------------------ | ----------------- | ------------------------ | --------- | ------------------------------------------------- | -- |
| weitere Bilder Fotos hochladen | Krämpfertorbrücke | Krämpferstraße (Karte)   |           | Flutgrabenbrücke; einzelnes Kulturdenkmal         |    |
| BW                             | Keller            | Krämpferstraße 2 (Karte) |           | einzelnes Kulturdenkmal                           |    |
| BW                             |                   | Krämpferstraße 2 (Karte) |           | Teil des Ensembles Bauliche Gesamtanlage Altstadt |    |
| BW                             |                   | Krämpferstraße 4 (Karte) |           | Teil des Ensembles Bauliche Gesamtanlage Altstadt |    |
| BW                             |                   | Krämpferstraße 6 (Karte) |           | Teil des Ensembles Bauliche Gesamtanlage Altstadt |    |

### Löwengasse
| Bild | Bezeichnung | Lage                 | Datierung | Beschreibung                                      | ID |
| ---- | ----------- | -------------------- | --------- | ------------------------------------------------- | -- |
| BW   |             | Löwengasse 4 (Karte) |           | Teil des Ensembles Bauliche Gesamtanlage Altstadt |    |

### Meyfartstraße
| Bild                           | Bezeichnung                | Lage                     | Datierung | Beschreibung | ID |
| ------------------------------ | -------------------------- | ------------------------ | --------- | --- | -- |
| BW                             | Brücke über den Flutgraben | Meyfartstraße (Karte)    |           | einzelnes Kulturdenkmal                                                                                                  |    |
| weitere Bilder Fotos hochladen | Wohn- und Geschäftshaus    | Meyfartstraße 10 (Karte) |           | einzelnes Kulturdenkmal; Teil des Ensembles Kennzeichnendes Straßen- und Platzbild Mietshausbebauung Schmidtstedter Ufer |    |
| weitere Bilder Fotos hochladen |                            | Meyfartstraße 11 (Karte) |           | Teil des Ensembles Kennzeichnendes Straßen- und Platzbild Mietshausbebauung Schmidtstedter Ufer                          |    |
| weitere Bilder Fotos hochladen |                            | Meyfartstraße 18 (Karte) |           | Teil des Ensembles Bauliche Gesamtanlage Altstadt                                                                        |    |
| BW                             |                            | Meyfartstraße 19 (Karte) |           | Teil des Ensembles Bauliche Gesamtanlage Altstadt                                                                        |    |
| weitere Bilder Fotos hochladen |                            | Meyfartstraße 22 (Karte) |           | Teil des Ensembles Bauliche Gesamtanlage Altstadt                                                                        |    |

### Müfflingstraße
| Bild                           | Bezeichnung    | Lage                     | Datierung | Beschreibung                                                                                    | ID |
| ------------------------------ | -------------- | ------------------------ | --------- | ----------------------------------------------------------------------------------------------- | -- |
| weitere Bilder Fotos hochladen |                | Müfflingstraße 4 (Karte) |           | Teil des Ensembles Kennzeichnendes Straßen- und Platzbild Mietshausbebauung Schmidtstedter Ufer |    |
| weitere Bilder Fotos hochladen | Neuerbe-Schule | Müfflingstraße 5 (Karte) |           | einzelnes Kulturdenkmal; Teil des Ensembles Bauliche Gesamtanlage Altstadt                      |    |

### Schmidtstedter Ufer
| Bild                           | Bezeichnung | Lage                            | Datierung | Beschreibung | ID |
| ------------------------------ | ----------- | ------------------------------- | --------- | --- | -- |
| weitere Bilder Fotos hochladen |             | Schmidtstedter Ufer 8 (Karte)   |           | Teil des Ensembles Kennzeichnendes Straßen- und Platzbild Mietshausbebauung Schmidtstedeter Ufer                          |    |
| weitere Bilder Fotos hochladen |             | Schmidtstedter Ufer 9 (Karte)   |           | Teil des Ensembles Kennzeichnendes Straßen- und Platzbild Mietshausbebauung Schmidtstedeter Ufer                          |    |
| weitere Bilder Fotos hochladen |             | Schmidtstedter Ufer 10 (Karte)  |           | Teil des Ensembles Kennzeichnendes Straßen- und Platzbild Mietshausbebauung Schmidtstedeter Ufer                          |    |
| weitere Bilder Fotos hochladen |             | Schmidtstedter Ufer 11 (Karte)  |           | Teil des Ensembles Kennzeichnendes Straßen- und Platzbild Mietshausbebauung Schmidtstedeter Ufer                          |    |
| weitere Bilder Fotos hochladen |             | Schmidtstedter Ufer 12 (Karte)  |           | Teil des Ensembles Kennzeichnendes Straßen- und Platzbild Mietshausbebauung Schmidtstedeter Ufer                          |    |
| weitere Bilder Fotos hochladen |             | Schmidtstedter Ufer 13 (Karte)  |           | Teil des Ensembles Kennzeichnendes Straßen- und Platzbild Mietshausbebauung Schmidtstedeter Ufer                          |    |
| weitere Bilder Fotos hochladen |             | Schmidtstedter Ufer 14 (Karte)  |           | Teil des Ensembles Kennzeichnendes Straßen- und Platzbild Mietshausbebauung Schmidtstedeter Ufer                          |    |
| weitere Bilder Fotos hochladen |             | Schmidtstedter Ufer 15 (Karte)  |           | Teil des Ensembles Kennzeichnendes Straßen- und Platzbild Mietshausbebauung Schmidtstedeter Ufer                          |    |
| weitere Bilder Fotos hochladen |             | Schmidtstedter Ufer 16 (Karte)  |           | Teil des Ensembles Kennzeichnendes Straßen- und Platzbild Mietshausbebauung Schmidtstedeter Ufer                          |    |
| weitere Bilder Fotos hochladen | Wohnhaus    | Schmidtstedter Ufer 17 (Karte)  |           | Teil des Ensembles einzelnes Kulturdenkmal; Kennzeichnendes Straßen- und Platzbild Mietshausbebauung Schmidtstedeter Ufer |    |
| weitere Bilder Fotos hochladen |             | Schmidtstedter Ufer 17a (Karte) |           | Teil des Ensembles Kennzeichnendes Straßen- und Platzbild Mietshausbebauung Schmidtstedeter Ufer                          |    |
| weitere Bilder Fotos hochladen |             | Schmidtstedter Ufer 18 (Karte)  |           | Teil des Ensembles Kennzeichnendes Straßen- und Platzbild Mietshausbebauung Schmidtstedeter Ufer                          |    |
| weitere Bilder Fotos hochladen | Wohnhaus    | Schmidtstedter Ufer 19 (Karte)  |           | Teil des Ensembles einzelnes Kulturdenkmal; Kennzeichnendes Straßen- und Platzbild Mietshausbebauung Schmidtstedeter Ufer |    |
| weitere Bilder Fotos hochladen |             | Schmidtstedter Ufer 20 (Karte)  |           | Teil des Ensembles Kennzeichnendes Straßen- und Platzbild Mietshausbebauung Schmidtstedeter Ufer                          |    |
| weitere Bilder Fotos hochladen |             | Schmidtstedter Ufer 21 (Karte)  |           | Teil des Ensembles Kennzeichnendes Straßen- und Platzbild Mietshausbebauung Schmidtstedeter Ufer                          |    |
| weitere Bilder Fotos hochladen |             | Schmidtstedter Ufer 22 (Karte)  |           | Teil des Ensembles Kennzeichnendes Straßen- und Platzbild Mietshausbebauung Schmidtstedeter Ufer                          |    |
| weitere Bilder Fotos hochladen |             | Schmidtstedter Ufer 23 (Karte)  |           | Teil des Ensembles Kennzeichnendes Straßen- und Platzbild Mietshausbebauung Schmidtstedeter Ufer                          |    |
| weitere Bilder Fotos hochladen |             | Schmidtstedter Ufer 24 (Karte)  |           | Teil des Ensembles Kennzeichnendes Straßen- und Platzbild Mietshausbebauung Schmidtstedeter Ufer                          |    |
| weitere Bilder Fotos hochladen |             | Schmidtstedter Ufer 25 (Karte)  |           | Teil des Ensembles Kennzeichnendes Straßen- und Platzbild Mietshausbebauung Schmidtstedeter Ufer                          |    |

### Trommsdorffstraße
| Bild                           | Bezeichnung             | Lage                         | Datierung | Beschreibung                                                               | ID |
| ------------------------------ | ----------------------- | ---------------------------- | --------- | -------------------------------------------------------------------------- | -- |
| weitere Bilder Fotos hochladen |                         | Trommsdorffstraße 1a (Karte) |           | Teil des Ensembles Bauliche Gesamtanlage Altstadt                          |    |
| weitere Bilder Fotos hochladen |                         | Trommsdorffstraße 1b (Karte) |           | Teil des Ensembles Bauliche Gesamtanlage Altstadt                          |    |
| weitere Bilder Fotos hochladen |                         | Trommsdorffstraße 2 (Karte)  |           | Teil des Ensembles Bauliche Gesamtanlage Altstadt                          |    |
| weitere Bilder Fotos hochladen |                         | Trommsdorffstraße 3 (Karte)  |           | Teil des Ensembles Bauliche Gesamtanlage Altstadt                          |    |
| BW                             |                         | Trommsdorffstraße 4 (Karte)  |           | Teil des Ensembles Bauliche Gesamtanlage Altstadt                          |    |
| weitere Bilder Fotos hochladen |                         | Trommsdorffstraße 5 (Karte)  |           | Teil des Ensembles Bauliche Gesamtanlage Altstadt                          |    |
| weitere Bilder Fotos hochladen | Wohn- und Geschäftshaus | Trommsdorffstraße 5a (Karte) |           | einzelnes Kulturdenkmal; Teil des Ensembles Bauliche Gesamtanlage Altstadt |    |
| weitere Bilder Fotos hochladen |                         | Trommsdorffstraße 26 (Karte) |           | Teil des Ensembles Bauliche Gesamtanlage Altstadt                          |    |
| weitere Bilder Fotos hochladen |                         | Trommsdorffstraße 27 (Karte) |           | Teil des Ensembles Bauliche Gesamtanlage Altstadt                          |    |
| weitere Bilder Fotos hochladen |                         | Trommsdorffstraße 28 (Karte) |           | Teil des Ensembles Bauliche Gesamtanlage Altstadt                          |    |